# Zborov, Bardejov
Zborov este o comună slovacă, aflată în districtul Bardejov din regiunea Prešov. Localitatea se află la altitudinea de 323 m deasupra n.m., se întinde pe o suprafață de 19,63 km2 și în 2017 număra 3.485 de locuitori. Se învecinează cu comuna Stebník.

## Istoric
Localitatea Zborov este atestată documentar din 1355.

## Demografie
| An:                | 1994 | 2004    | 2014    | 2024   |
| ------------------ | ---- | ------- | ------- | ------ |
| Număr de persoane: | 2424 | 2864    | 3346    | 3670   |
| Diferență:         |      | +18,15% | +16,82% | +9,68% |

| An:                | 2023 | 2024   |
| ------------------ | ---- | ------ |
| Număr de persoane: | 3623 | 3670   |
| Diferență:         |      | +1,29% |